# Lista postaci serii Haikyu!!
Poniżej znajduje się lista bohaterów występujących w mandze i anime Haikyu!!.

## Lista drużyn

### Liceum Karasuno
Nazwa drużyny pochodzi od japońskiego słowa Karasu (jap. 烏) co oznacza kruka bądź wronę. Są dość wymagającą drużyną, niestety mimo sukcesów, nie odznaczają się wielkimi ambicjami.
Shōyō Hinata (jap. 日向 翔陽 Hinata Shōyō)
Seiyū: Ayumu Murase 
Hinata jest uczniem pierwszej klasy w liceum Karasuno. W gimnazjum był skrzydłowym, obecnie jest środkowym blokującym. Z racji swoich umiejętności i chęci bycia mistrzem, wykazuje się dobrymi zdolnościami. Zazwyczaj bywa nadpobudliwy podczas meczu, ale ma ponad przeciętny refleks i kondycje. Jest początkującym siatkarzem w Karasuno, mimo tego zdeterminowanym. Razem z Kageyamą tworzą świetne duo podczas turniejów, z racji szybkiego ataku.
Tobio Kageyama (jap. 影山 飛雄 Kageyama Tobio)
Seiyū: Kaito Ishikawa 
Kageyama to początkujący gracz i uczeń pierwszej klasy w liceum Karasuno. Jest rozgrywającym, dawniej odnosił liczne sukcesy w gimnazjum, jednakże bardziej zależało mu na swoich umiejętnościach niż na grze zespołowej, co sprawiło, że stracił szacunek swojej dawnej drużyny.
Daichi Sawamura (jap. 澤村 大地 Sawamura Daichi)
Seiyū: Satoshi Hino 
Sawamura to kapitan drużyny Karasuno, uczeń trzeciej klasy, a także skrzydłowy w drużynie. Jest osobą skłonną do pomocy, a także pewną siebie, jako kapitan drużyny dba o dobre relacje oraz zaufanie współzawodników.
Kōshi Sugawara (jap. 菅原 孝支 Sugawara Kōshi)
Seiyū: Miyu Irino 
Sugawara to pomocnik kapitana oraz uczeń trzeciej klasy w liceum Karasuno. W przeszłości był głównym rozgrywającym, jednakże potem jego pozycję przejął Kageyama. Taktyki opracowywane przez niego podczas gry są uważane za niebezpieczne dla rywali, mimo że jest osobą pogodną i życzliwą.
Asahi Azumane (jap. 東峰 旭 Azumane Asahi)
Seiyū: Yoshimasa Hosoya 
Azumane to uczeń trzeciej klasy w liceum Karasuno oraz skrzydłowy drużyny. Mimo swojej pokaźnej postury, jest bardzo nieśmiały. Uważano go za asa w swojej drużynie.
Ryūnosuke Tanaka (jap. 田中 龍之介 Tanaka Ryūnosuke)
Seiyū: Yū Hayashi 
Tanaka to uczeń drugiej klasy w liceum Karasuno, a w drużynie jest skrzydłowym. Jest on osobą głośną i opryskliwą, często wpada w tarapaty i za sprawą swojej silnej psychiki oraz charakteru, potrafi wystraszyć przeciwników. Mimo tego, darzy szacunkiem swoją drużynę. Podkochuje się w Shimizu, menadżerce drużyny.
Yū Nishinoya (jap. 西谷 夕 Nishinoya Yū)
Seiyū: Nobuhiko Okamoto 
Nishinoya to uczeń drugiej klasy w liceum Karasuno, a w drużynie jest libero. Jest najniższym zawodnikiem pośród pozostałych, ale mimo tego posiada bardzo silną osobowość i potrafi zmotywować swoją drużynę do walki. Tak jak Tanaka, pała niezwykłą sympatią do Shimizu, głównym powodem jego wstąpienia do liceum Karasuno były stroje zawodniczek.
Chikara Ennoshita (jap. 縁下 力 Ennoshita Chikara)
Seiyū: Toshiki Masuda 
Ennoshita to uczeń drugiej klasy w liceum Karasuno oraz skrzydłowy drużyny. Był jednym z niewielu (tak jak Hisashi Kinoshita oraz Kazuhito Narita), który odszedł ze szkoły z powodu zawyżonych standardów i treningów ustalanych przez dawnego trenera. Niedługo po odejściu trenera na emeryturę, postanowił powrócić do liceum Karasuno.
Kei Tsukishima (jap. 月島 蛍 Tsukishima Kei)
Seiyū: Kōki Uchiyama, Tomo Muranaka 
Tsukishima jest uczniem drugiej klasy w liceum Karasuno oraz środkowym blokującym w drużynie. Często bywa zgryźliwy oraz szyderczy w stosunku do współzawodników, mimo tego będąc najwyższym siatkarzem, bardzo łatwo udaje mu się zablokować piłkę i utrzymać drużynę na lepszej pozycji. Ma starszego brata, który również był w drużynie Karasuno. Przyjaźni się z Yamaguchi'm, którego w trzeciej klasie uratował przed oprawcami.
Tadashi Yamaguchi (jap. 山口 忠 Yamaguchi Tadashi)
Seiyū: Sōma Saitō, Hiro Nakajima 
Yamaguchi jest uczniem pierwszej klasy w liceum Karasuno oraz środkowym blokującym. Jest nieśmiały, ale wesoły i świetnie współpracuje z drużyną. Przyjaźni się z Tsukishimą.
Kiyoko Shimizu (jap. 清水 潔子 Shimizu Kiyoko)
Seiyū: Kaori Nazuka 
Menadżerka drużyny Karasuno. Jest osobą dość bezpośrednią i pewną siebie, aczkolwiek czasami lekko nieśmiałą. Nishinoya i Tanaka są jej wielkimi fanami.
Ittetsu Takeda (jap. 武田 一鉄 Takeda Ittetsu)
Seiyū: Hiroshi Kamiya 
Nauczyciel w szkole Karasuno. Mimo iż nie zna się zbytnio na sporcie, mocno wspiera swoją drużynę. Jest osobą odważną oraz entuzjastyczną. Często mówi zagadkami i metaforami, przez co czasem ciężko go zrozumieć.
Keishin Ukai (jap. 烏養 繫心 Ukai Keishin)
Seiyū: Kazunari Tanaka (sezony 1–3 odcinek 8), Hisao Egawa (od odcinka 9 trzeciego sezonu) 
Trener drużyny Karasuno oraz wnuczek poprzedniego trenera. Początkowo trenował drużynę przed meczem Nekomą, w późniejszym czasie zmienił swoje nastawienie.
Hitoka Yachi (jap. 谷地 仁花 Yachi Hitoka)
Seiyū: Sumire Morohoshi 
Studentka pierwszego roku zatrudniona przez Shimizu jako zastępca menadżera. Z początku nieśmiała, szybko zaprzyjaźnia się z Hinatą oraz resztą drużyny. Jest mocno zaangażowana w sukcesy drużyny i okazuje duże wsparcie dla zawodników.

### Liceum Aobajōsai
Jedna z najlepszych drużyn, która broni swojego tytułu. Ich styl gry opiera się na szybkich strategiach, a każdy zawodnik posiada ambicje na zostanie asem w siatkówce.
Tōru Oikawa (jap. 及川 徹 Oikawa Tōru)
Seiyū: Daisuke Namikawa 
Oikawa to rozgrywający oraz kapitan drużyny Aobajōsai. W przeszłości był trenerem Kageyamy. Jest nieco infantylny, nie pała zbytnio sympatią ani dla swoich przeciwników jak i drużyny, co widać po jego zgryźliwym charakterze. Mimo wszystko, wykazuje się dużym zaangażowaniem oraz intensywnie trenuje. Jest w stanie wykorzystać słabe punkty swoich rywali.
Issei Matsukawa (jap. 松川 一静 Matsukawa Issei)
Seiyū: Isamu Yūsen 
Matsukawa to blokujący oraz uczeń trzeciej klasy. Popisuje się niezwykłym poziomem humoru oraz dość spokojnym podejściem do gry. Utrzymuje bardzo dobry kontakt z innymi uczniami z klasy trzeciej, szczególnie z Hanamakim.
Takahiro Hanamaki (jap. 花巻 貴大 Hanamaki Takahiro)
Seiyū: Tōru Sakurai 
Hanamaki to uczeń trzeciej klasy, i zarazem skrzydłowy w drużynie Aobajōsai. Zazwyczaj jest bardzo skupiony na grze, niemniej posiada świetne poczucie humoru, utrzymuje świetne relacje z resztą drużyny, szczególnie z Matsukawą.
Hajime Iwaizumi (jap. 岩泉 一 Iwaizumi Hajime)
Seiyū: Hiroyuki Yoshino 
Iwaizumi to zastępca kapitana, a także skrzydłowy oraz przyjaciel Oikawy. Często dochodzi z nim do sprzeczek z powodu jego charakteru, nie mniej jednak jest bardzo pomocny dla drużyny, za co zdobył ich szacunek.
Shinji Watari (jap. 渡 親治 Watari Shinji)
Seiyū: Arthur Lounsbery 
Watari w drużynie jest libero. Lubi wyzwania podczas rozgrywek oraz okazuje wsparcie dla swojej drużyny. W przeszłości podobno był rozgrywającym, jednakże nigdy nie zostało to potwierdzone.
Shigeru Yahaba (jap. 矢巾 秀 Yahaba Shigeru)
Seiyū: Kengo Kawanishi 
Yahaba to rozgrywający w drużynie Aobajōsai. Nie jest przyjaźnie nastawiony do Kyotani'ego, ze względu na jego lekceważący stosunek do treningów i gry.
Yūtarō Kindaichi (jap. 金田一 勇太郎 Kindaichi Yūtarō)
Seiyū: Makoto Furukawa 
Kindaichi to uczeń pierwszej klasy oraz blokujący drużyny. Dawniej on oraz Kageyama grali w jednej drużynie, z czasem jednak ich relacje stały się gorsze. W późniejszym czasie stali się rywalami.
Akira Kunimi (jap. 国見 英 Kunimi Akira)
Seiyū: Atsushi Tamaru 
Kunimi to skrzydłowy drużyny i uczeń pierwszej klasy. Podczas meczu ma specjalną strategię, podczas której mało udziela się podczas meczu i nie wykorzystuje w pełni swojej siły, aby w drugiej połowie meczu pokonać zmęczonych rywali.
Kentarō Kyōtani (jap. 京谷 賢太郎 Kyōtani Kentarō)
Seiyū: Shunsuke Takeuchi 
Kyōtani jest skrzydłowym, posiada pseudonim "Mad Dog". Jego styl walki jest dość nierozważny, z racji braku koncentracji nad grą. Nie okazuje zaangażowania w swojej drużynie, zaprzestał również uczęszczać na treningi i mecze. Mimo wszystko, jest bardzo dobrym graczem o dużym umiejętnościach, co z czasem pozwala mu zdobyć motywacje do kontynuowania udziału w swojej drużynie.
Nobuteru Irihata (jap. 入畑 伸照 Irihata Nobuteru)
Seiyū: Mitsuaki Hoshino 
Trener drużyny Aobajōsai. Pomaga swojej drużynie w razie porażki, choć zwykle pozwala im opracowywać własne strategie. Uważa iż Kageyama jest bardzo dobrym graczem ze względu na udział w Karasuno, które jest wymagającą drużyną.

### Liceum Nekoma
Neko (jap. 猫) w języku japońskim oznacza "kot". Drużyna składa się w dużej mierze z zawodowych graczy, którzy nie dopuszczają do porażki.
Tetsurō Kuroo (jap. 黒尾 鉄朗 Kuroo Tetsurō)
Seiyū: Yūichi Nakamura 
Kuroo to kapitan drużyny Nekoma i uczeń trzeciej klasy. W drużynie jest blokującym o sporym umiejętnościach i dobrych strategiach podczas walk. Wykazuje się również sporymi ambicjami, jednym z jego celów jest pokonanie drużyny Karasuno w narodowych mistrzostwach.
Nobuyuki Kai (jap. 海 信行 Kai Nobuyuki)
Seiyū: Takanori Hoshino 
Kai jest zastępcą kapitana oraz skrzydłowym w drużynie Nekoma. Ma duże umiejętności, zarówno w grze jak i zarządzaniu drużyną.
Morisuke Yaku (jap. 夜久 衛輔 Yaku Morisuke)
Seiyū: Shinnosuke Tachibana 
Yaku jest libero w drużynie Nekoma oraz studentem trzeciego roku. Zdaniem Nishinoyi, jest świetnym zawodnikiem.
Taketora Yamamoto (jap. 山本 猛虎 Yamamoto Taketora)
Seiyū: Seigo Yokota 
Yamamoto to skrzydłowy w Nekoma. Ma pewne problemy z nawiązaniem dobrych relacji z kobietami. Tak jak Kunimi, nie lubi wykorzystywać całej swojej kondycji podczas meczu. Jest wielkim fanem Shimizu.
Kenma Kozume (jap. 孤爪 研磨 Kozume Kenma)
Seiyū: Yūki Kaji 
Kenma to rozgrywający. Introwertyk, bardziej lubi grać w gry wideo niż poza domem. Szczególnie uzdolniony w siatkówce, opracowuje dobre strategie i jest jednym z najlepszych w swojej drużynie. Mimo odmiennych charakterów, przyjaźni się z Hinatą.
Shōhei Fukunaga (jap. 福永 招平 Fukunaga Shōhei)
Seiyū: Shōta Chōnan 
Fukunaga to skrzydłowy w Nekoma. Jest dość małomówny i spokojny.
Sō Inuoka (jap. 犬岡 走 Inuoka Sō)
Seiyū: Kyōsuke Ikeda 
Inuoka to uczeń pierwszej klasy w Nekoma oraz blokujący w drużynie siatkówki. Był pierwszą osobą, która była w stanie odbić specjalny atak Hinaty i Kageyamy. Mimo iż grają w przeciwnych drużynach, ma dobre relacje z Hinatą.
Lev Haiba (jap. 灰羽 リエーフ Haiba Riēbu)
Seiyū: Mark Ishii 
Lev jest blokującym o niezwykle pogodnym i optymistycznym charakterze. Marzy o byciu mistrzem w drużynie Nekoma. Mimo bycia nowym w drużynie, ma szanse na zostanie dobrym zawodnikiem.
Yūki Shibayama (jap. 芝山 優生 Shibayama Yūki)
Seiyū: Takumi Watanabe 
Shibayama to uczeń pierwszej klasy oraz libero w drużynie Nekoma.
Yasufumi Nekomata (jap. 猫又 育史 Nekomata Yasufumi)
Seiyū: Nobuaki Fukuda 
Trener drużyny Nekoma oraz rywal Ukai seniora. Oboje chcieli walczyć ze sobą w narodowych mistrzostwach, ale nigdy im się to nie udało. Mimo wymagających treningów, Karasuno miało duże problemy z pokonaniem drużyny Nekoma.

### Liceum techniczne Date
Specjalizacją tej drużyny jest blokowanie swojego pola, dzięki czemu zdobyli miano "Żelaznej ściany" (jap. 鉄壁 Teppeki).
Kaname Moniwa (jap. 茂庭 要 Moniwa Kaname)
Seiyū: Takashi Onozuka 
Moniwa to uczeń trzeciej klasy oraz rozgrywający i kapitan drużyny liceum technicznego Date.
Yasushi Kamasaki (jap. 鎌先 靖志 Kamasaki Yasushi)
Seiyū: Takuya Satō 
Kamasaki to blokujący oraz uczeń trzeciej klasy. Często popada w kłótnie i konflikty z Futakuchim.
Kenji Futakuchi (jap. 二口 堅二 Futakuchi Kenji)
Seiyū: Masatomo Nakazawa 
Futakuchi jest skrzydłowym oraz kapitanem drużyny liceum technicznego Date po odejściu Moniwy. Często popada w konflikty z Kamasakim. Zanim został kapitanem drużyny, nie interesował się zbytnio losem swoich współzawodników, przez co miał drobne problemy ze swoimi trenerami.
Takanobu Aone (jap. 青根 高伸 Aone Takanobu)
Seiyū: Hiroki Matsukawa 
Aone to środkowy blokujący oraz uczeń drugiej klasy. Mimo dość groźnej twarzy, jest osobą pogodną i życzliwą. Po przegranej z Karasuno, zauważył potencjał u Hinaty i przekonał się, że nie tylko wysocy i silni gracze są najlepsi.
Yutaka Obara (jap. 小原 豊 Obara Yutaka)
Seiyū: Isamu Yusen 
Obara to uczeń drugiej klasy w liceum technicznego Date. W drużynie jest skrzydłowym.
Kousuke Sakunami (jap. 作並 浩輔 Sakunami Kousuke)
Seiyū: Mao Ōnishi 
Sakunami to uczeń pierwszej klasy oraz początkujący libero w drużynie liceum technicznego Date.
Kanji Koganegawa (jap. 黄金川貫至 Koganegawa Kanji)
Seiyū: Masayuki Shouji 
Koganegawa to początkujący rozgrywający. Mimo swojego wzrostu i postury, miewa problemy z dokładnym rozegraniem meczu. Uważa, że każdy gracz powinien dawać z siebie wszystko. Zaprzyjaźnia się z Hinatą.
Takurō Oiwake (jap. 追分 拓郎 Oiwake Takurō)
Seiyū: Shin-ichiro Miki 
Trener drużyny siatkarskiej liceum technicznego Date.

### Akademia Fukurōdani
Nazwa drużyny pochodzi od japońskiego słowa Fukurō (jap. 梟谷), oznaczającego sowę.
Kōtaro Bokuto (jap. 木兎 光太郎 Bokuto Kōtaro)
Seiyū: Ryōhei Kimura 
Bokuto jest kapitanem drużyny, uczniem trzeciej klasy oraz skrzydłowym w drużynie Fukurodani. Jest niezwykle utalentowanym graczem, należy do grona 5 największych mistrzów w Japonii. Sprawia czasem problemy swojej drużynie ze względu na swoje wahania nastroju.
Keiji Akaashi (jap. 赤葦 京治 Akaashi Keiji)
Seiyū: Ryōta Ōsaka 
Akaashi jest rozgrywającym oraz zastępcą kapitana. Jest również odpowiedzialny za utrzymanie Bokuto na boisku w czasie jego problemów z nastrojem.

### Akademia Shiratorizawa
Nazwa drużyny pochodzi od japońskiego słowa Shiratori (jap. 鉄壁) co oznacza łabędzia. Jest to jedna z najlepszych drużyn, niepokonana w swojej grupie. Każdy z graczy za swój sposób walki, co idzie na korzyść drużyny.
Wakatoshi Ushijima (jap. 牛島若利 Ushijima Wakatoshi)
Seiyū: Ryota Takeuchi 
Ushijima (nazywany też Ushiwaka) to kapitan drużyny oraz doskonały skrzydłowy. Jest jednym z 3 najlepszych graczy w kraju. Jego ataki są niezwykle ciężkie do zablokowania.
Satori Tendō (jap. 天童覚 Tendō Satori)
Seiyū: Subaru Kimura 
Tendō należy do blokujących w Shiratorizawa. Jego styl gry opiera się na zgadywaniu, kto i jak odbije atak. Jeśli dobrze zablokuje piłkę, rywale są bez szans, jeśli natomiast przeciwnicy zdobędą przewagę, nie będzie w stanie jej zatrzymać.
Tsutomu Goshiki (jap. 五色工 Goshiki Tsutomu)
Seiyū: Shimba Tsuchiya 
Goshiki to początkujący skrzydłowy w drużynie. Mimo swoich początków w Shiratorizawie, jest drugim najlepszym graczem oraz świetnym skrzydłowym.
Kenjirō Shirabu (jap. 白布賢二郎 Shirabu Kenjiro)
Seiyū: Toshiyuki Toyonaga 
Shirabu jest rozgrywającym w drużynie. Do drużyny dostał się niedługo po obejrzeniu meczu między Shiratorizawa a Kitagawa Daichii. Wykazuje się dużym zaangażowaniem w drużynie, mimo dość spokojnego podejścia, nie jest trudno go zirytować.
Reon Ōhira (jap. 大平獅音 Ōhira Reon)
Seiyū: Teruyuki Tanzawa 
Ōhira to uczeń trzeciej klasy oraz skrzydłowy.
Eita Semi (jap. 瀬見英太 Semi Eita)
Seiyū: Takuma Terashima 
Semi to uczeń trzeciej klasy. Dawniej był rozgrywający, w późniejszym czasie staje się "pinch server".
Hayato Yamagata (jap. 山形隼人 Yamagata Hayato)
Seiyū: Kenji Fukuda 
Yamagata to uczeń trzeciej klasy oraz libero drużyny.
Taichi Kawanishi (jap. 川西太一 Kawanishi Taichi)
Seiyū: Daiki Ōmori 
Kawanishi jest uczeń drugiej klasy. W drużynie gra jako blokujący.
Tanji Washijō (jap. 鷲匠 鍛治 Washijō Tanji)
Seiyū: Ryūsei Nakao 
Trener drużyny Shiratorizawa. Uważa, że najważniejsza w grze jest siła. Jest niezwykle wymagającym trenerem. Nie lubi stylu Ukaia seniora, który starał się próbował różnych strategii w czasie meczu.

## Pozostali
Yui Michimiya (jap. 道宮 結 Michimiya Yui)
Seiyū: Asami Seto 
Kapitan damskiej drużyny Karasuno. Przyjaźni się z Daichim Sawamurą od czasów szkoły średniej. Jest skrzydłową. Są plotki, że podkochuje się również w Sawamurze.
Saeko Tanaka (jap. 田中 冴子 Tanaka Saeko)
Seiyū: Yuka Komatsu 
Starsza siostra Ryūnosuke oraz studentka w koledżu. Szkoliła Hinatę oraz Kageyamę do obozu treningowego w Tokio. Jest również członkiem perkusistów z Wadaiko.
Ikkei Ukai (jap. 烏養 一繋 Ukai Ikkei)
Seiyū: Hiroshi Naka 
Dziadek Keishiniego, który był trenerem w Karasuno, obecnie trener siatkówki w szkole podstawowej. Rywalizował dawniej z drużyną Nekoma.
Yūsuke Takinoue (jap. 滝ノ上 祐輔 Takinoue Yūsuke)
Seiyū: Shūhei Sakaguchi 
Absolwent szkoły Karasuno, który wraz z Shimadą regularnie śledzi postępy swojej drużyny. Pracuje w sklepie elektronicznym.
Makoto Shimada (jap. 嶋田 誠 Shimada Makoto)
Seiyū: Tomoaki Maeno 
Absolwent szkoły Karasuno, który wraz z Takinuoe regularnie śledzi postępy swojej drużyny. Pracuje w Shimada Mart. Nauczył Yamaguchi sposobu ataku z wyskoku podczas meczu treningowego.
Natsu Hinata (jap. 日向 夏 Hinata Natsu)
Seiyū: Haruka Yamazaki 
Młodsza siostra Shōyō.